# Záhorácka dvadsiatka
Záhorácka dvadsiatka, także Záhorácka 20 – międzynarodowe zawody w chodzie sportowym odbywające się corocznie od 1970 roku w miejscowości Borský Mikuláš na Słowacji.

## Historia
Pierwsze zawody w chodzie sportowym w Borským Mikulášu na ulicy Záhoráckiej odbyły się 17 maja 1970 roku z inicjatywy nauczyciela lokalnej szkoły średniej Miroslava Hazuchy. Początkowo rozgrywane były na dystansie 10 km i nosiły nazwę Záhorácka desiatka. Na przestrzeni lat organizatorami były TJ Sokol, TJ Mladosť i TJ Junior. Od 1972 roku wyścig ma charakter międzynarodowy. Od 1976 roku rozgrywany był na dystansie 20 km i zmienił nazwę na Záhorácka dvadsiatka. Biegom głównym towarzyszą biegi na innych dystansach w różnych kategoriach wiekowych. W 2019 roku zawody odbyły się po raz 50-ty. W ramach zawodów wielokrotnie organizowano, przy udziale słowackiego związku lekkoatletyki, mistrzostwa Słowacji seniorów i juniorów w chodzie sportowym. Od 2022 roku zawody na dystansie 10 km stanowią część World Race Walking Tour organizowanego przez World Athletics z oznaczeniem Bronze Od 2024 zawody ponownie rozgrywane są na dystansie 20 km ze statusem Silver.
Nazwiska zwycięzców biegu mężczyzn są wygrawerowywane na specjalnym marmurowym obelisku. Dziewięciokrotnym zwycięzcą wyścigu jest Matej Tóth. Są to najstarsze zawody w chodzie sportowym na Słowacji.

## Zwycięzcy biegu głównego mężczyzn
Zgodnie ze źródłami
| Rok  | Imię i nazwisko   |
| 1970 | Evžen Zedník      |
| 1971 | Juraj Benčík      |
| 1972 | Vladimír Pařízek  |
| 1973 | Juraj Benčík      |
| 1974 | Sándor Førián     |
| 1975 | Bogusław Kmiecik  |
| 1976 | Jozef Sabo        |
| 1977 | Juraj Benčík      |
| 1978 | Štefan Petrík     |
| 1979 | Juraj Benčík      |
| 1980 | Jozef Pribilinec  |
| 1981 | Jozef Pribilinec  |
| 1982 | Jozef Pribilinec  |
| 1983 | Jozef Pribilinec  |
| 1984 | Jozef Pribilinec  |
| 1985 | Jozef Pribilinec  |
| 1986 | Pavol Blažek      |
| 1987 | Roman Mrázek      |
| 1988 | Štefan Malík      |
| 1989 | Roman Mrázek      |
| 1990 | Ján Záhončík      |
| 1991 | Pavol Blažek      |
| 1992 | Ján Záhončík      |
| 1993 | Jozef Pribilinec  |
| 1994 | Róbert Valíček    |
| 1995 | Štefan Malík      |
| 1996 | Igor Kollár       |
| 1997 | Róbert Valíček    |
| 1998 | Štefan Malík      |
| 1999 | Igor Kollár       |
| 2000 | Róbert Valíček    |
| 2001 | Jiří Malysa       |
| 2002 | Jiří Malysa       |
| 2003 | Peter Tichý       |
| 2004 | Ondrej Kocúr      |
| 2005 | Matej Tóth        |
| 2006 | Matej Tóth        |
| 2007 | Matej Tóth        |
| 2008 | Matej Tóth        |
| 2009 | Matej Tóth        |
| 2010 | Anton Kučmín      |
| 2011 | Matej Tóth        |
| 2012 | Matej Tóth        |
| 2013 | Anton Kučmín      |
| 2014 | Anton Kučmín      |
| 2015 | Matej Tóth        |
| 2016 | Anton Kučmín      |
| 2017 | Matej Tóth        |
| 2018 | Rafał Fedaczyński |
| 2019 | Callum Wilkinson  |
| 2020 | Miroslav Úradník  |
| 2021 | Miroslav Úradník  |
| 2022 | Dominik Černý     |
| 2023 | Iwan Banzeruk     |
| 2024 | Christopher Linke |

## Rekordy zawodów na głównym dystansie
| Dystans        | Rok  | Imię i nazwisko       | Rezultat |
| 20 km mężczyzn | 2024 | Christopher Linke     | 1:19:55  |
| 20 km kobiet   | 2024 | Sofia Ramos Rodríguez | 1:31:31  |
| 10 km mężczyzn | 2024 | Artur Brzozowski      | 0:39:28  |
| 10 km kobiet   | 2023 | Ludmyła Olanowśka     | 0:42:53  |